# 수니타 마니
수니타 마니(Sunita Mani, 1986년 ~ )는 미국의 배우이다. 드라마 《미스터 로봇》, 《글로우》 등에 출연하였다.